# HMS M10
HMS M10 var en svensk minsvepare som byggdes av Kungsörs Båtvarv 1940 av ek från trakten och sjösattes den 11 januari 1941. Hon utrangerades den 1 november 1960. I likhet med sina systerfartyg utgjorde fartygstypen en oerhört viktig del av det minskydd som svensk sjöfart behövde under kriget och i efterföljande årtionden. Efter utrangeringen överläts hon till Sjöfartsverket som sjömätare under namnet Viggen och senare såldes hon som lustfartyg under namnet Mio.